# 郕叔武
郕叔武（？—？），即成叔武，為周朝諸侯國郕國開國君主，他為周文王的第七子，周武王的弟弟，同母兄弟十人：伯邑考、周武王、管叔鲜、周公旦、蔡叔度、曹叔振铎、郕叔武、霍叔处、卫康叔、冉季载。
封在郕國，在今山东省成武县，一说在宁阳县东北。